# マイケル・パウエル (映画監督)
マイケル・ラザム・パウエル（Michael Latham Powell, 1905年9月30日 - 1990年2月19日）は、イギリスの映画監督である。エメリック・プレスバーガーとのコンビで知られる。

## 生涯
ケントのBekesbourneの生まれ。父親はホップ農場経営者のトマス・ウィリアム・パウエル。母親はウスターのフレデリック・コーベットの娘メーベル。キングズ・スクールとダリッジ・カレッジで学んだ後、1922年、National Provincial Bankに就職。しかし自分は銀行家に向いていないと悟り、1925年、映画業界に入る。フランスのニースにあるVictorine Studiosで、映画監督レックス・イングラムの下につく。パウエルの父はニースのホテルのオーナーで、イングラムとはコネがあった。最初は雑用係として、床を掃いたり、コーヒーを淹れたりした。しかし、すぐにスチルカメラマン、サイレント映画の字幕書きになった。さらに2、3の作品で俳優（主に滑稽な役）までこなした。俳優としてのデビューは『我等の海』（1926年）のおどけたイギリス人旅行者役で、他には『受難者』（1928年）がある。
1928年、イングランドに戻り、さまざまな映画監督と仕事をする。アルフレッド・ヒッチコック監督とは『シャンパーニュ』（1928年）でスチール写真を担当した。ヒッチコックの初のトーキー映画『恐喝（ゆすり）』（1929年）にも同じ仕事で契約をしたが、パウエルは自伝の中で、ヒッチコックにとって最初の記念碑的クライマックスとなるラストの大英博物館のシーンは自分が提案したと述べている。パウエルとヒッチコックの親交はその後も続いた。
脚本を2本書いた後、1931年から、アメリカの映画プロデューサー、ジェリー・ジャクソンとコンビを組み、イギリス映画振興のための法律Cinematograph Films Act 1927（イギリスの映画参照）のノルマを満たすためのやっつけ作品（quota quickies）を作りだした。低予算スリラー映画『Two Crowded Hours』（1931年）で初めて監督としてクレジットされ、そこそこの興行成績をあげた。この年から1936年まで計23本の映画を監督した。多い時には年に7本も撮り、おおいに腕を磨いた。その中でも、『Red Ensign』（1934年）、『The Phantom Light 』（1935年）は批評家にも好評だった。
『The Edge of the World』（1937年）のおかげで、1939年にはアレクサンダー・コルダの下でコンスタントに映画を撮っていた。その中には、『Burmese Silver』など立ち消えになった作品も含まれる。
パウエルはコルダ映画の看板役者コンラート・ファイトとヴァレリー・ホブソンの主演映画『スパイ』を撮ることになった。しかし脚本は原作には忠実だが、あまりに冗長で、しかもファイトとホブソンの見せ場がなかった。会議の時、コルダはある小柄な男をパウエルに引き合わせた。それがエメリック・プレスバーガーだった。

パウエルはこの時のことを自伝の中でこう書いている。
二人は経歴も性格もまるで反対だったが、映画作りに対しては共通の姿勢を持ち、共同でいい仕事ができるであろうことをすぐに理解し合った。以後、『Contraband』（1940年）、『潜水艦轟沈す』（1941年）までは「監督 マイケル・パウエル、脚本 エメリック・プレスバーガー」として共作するが、『わが一機未帰還』（1942年）以降は「脚本・製作・監督 マイケル・パウエル&エメリック・プレスバーガー」というコンビ名でクレジットにすることにした。
二人は共同で「アーチャーズ・プロ」を設立し、『老兵は死なず』、『天国への階段』、『黒水仙』、『赤い靴』、『ホフマン物語』、『戦艦シュペー号の最後』など、19本の長編映画を製作し、その多くが批評的・商業的成功を得た。それは今なお、20世紀イギリス映画の古典と見なされている。
ヒッチコックやデヴィッド・リーンと匹敵するイギリスを代表する監督だと推す声もあったが、1960年に撮った単独監督作品、サイコなスリラー映画『血を吸うカメラ』（1960年）の性的・暴力的な描写が映画評論家に酷評され、その名声は一気に失墜した。やがてパウエルは映画業界から追放された。再評価が起こったのは死後のことである。マーティン・スコセッシやフランシス・フォード・コッポラ、ジョージ・A・ロメロ、ベルトラン・タヴェルニエといった映画監督たちがパウエル&プレスバーガー作品から大きな影響を受けたことを認めている。
パウエルは1927年にアメリカ人ダンサー、グロリア・メアリー・ロジャーとフランスで結婚したが3週間足らずで離婚。1943年7月、内科医ジェローム・リーディの娘"フランキー"・メイ・リーディと再婚。ケヴン・マイケル・パウエル（1945年生）とコロンビア・ジェローム・リーディ・パウエル（1951年生）という2人の息子をもうける。1983年7月、妻と死別。1984年5月19日、アカデミー賞を3度受賞した映画編集者セルマ・スクーンメイカーと3度目の結婚。グロスタシャーのAveningの中心地でパウエルが亡くなるまで一緒だった。他に女優のパメラ・ブラウン（Pamela Brown）と数年間、1975年にパメラが亡くなるまで、同棲していたこともある。

## フィルモグラフィ

### 監督作品
（行方不明のものは斜体で示す）
- Riviera Revels（1928年、共同監督）
- Caste（1930年、ノンクレジット）
- Two Crowded Hours（1931年）
- His Lordship（1932年）
- C.O.D.（1932年）
- Hotel Splendide（1932年）
- The Star Reporter（1932年）
- Rynox（1932年）
- The Rasp（1932年）
- My Friend the King（1932年）
- Born Lucky（1933年）
- Something Always Happens（1934年）
- Red Ensign、アメリカ公開題名：Strike!（1934年）
- The Fire Raisers（1934年）
- Some Day、別題名：Young Nowheres（1935年）
- The Price of a Song（1935年）
- The Phantom Light（1935年）
- The Night of the Party、アメリカ公開題名：The Murder Party（1935年）
- The Love Test（1935年）
- Lazybones（1935年）
- The Girl in the Crowd（1935年）
- The Man Behind the Mask、再公開題名：Behind the Mask（1936年）
- Crown Vs. Stevens、別題名：Third Time Unlucky（1936年）
- The Brown Wallet（1936年）
- Her Last Affaire（1936年）

ここまでのパウエルの初期作品は、ノルマを果たすためのやっつけ作品ではあったが、それでも他の同様の映画よりは水準が高い。いくつかは現在行方不明で、おそらく廃棄されたものと考えられている。しかし現存するもののいくつかには洗練された技術が見られ、後の映画の中で再利用された初期ヴァージョンと言うこともできる。
- The Edge of the World（1937年）
- Smith（1939年）
- The Lion Has Wings（1939年） - イギリス空軍のドキュメンタリー映画だが、フィクションもいくつか挿入されている。
- バグダッドの盗賊（The Thief of Bagdad、1940年、ルドウィッヒ・ベルガー他と共同監督）
- An Airman's Letter to His Mother（1941年、5分の短編）
- The Sorcerer's Apprentice（1955年、短編バレエ映画）
- ハネムーン（Luna de Miel、別題名：Honeymoon、1959年） - カンヌ国際映画祭パルム・ドーム・ノミネート。
- 血を吸うカメラ（Peeping Tom、1960年）
- The Queen's Guards（1961年）
- Herzog Blaubarts Burg、別題名：Bluebeard's Castle（1963年）
- としごろ（Age of Consent、1969年）
- Return to the Edge of the World（1978年） - イギリスのテレビのために『The Edge of the World』の構成。

テレビシリーズ『弁護士プレストン（The Defenders）』、『Espionage』、『看護婦物語（The Nurses）』

### パウエル&プレスバーガー
（特記ないものは共同クレジット）
- スパイ（The Spy in Black、1939年） - 監督パウエル、脚本プレスバーガー。
- Contraband（1940年） - 監督&脚本パウエル、原作&脚本プレスバーガー。
- 潜水艦轟沈す（49th Parallel、1941年） - 製作&監督パウエル、脚本プレスバーガー。1943年アカデミー賞最優秀作品賞ノミネート、アカデミー原案賞受賞。
- わが一機未帰還（One of Our Aircraft Is Missing、1942年） - アカデミー賞最優秀オリジナル脚本賞ノミネート。デンマークのBodil Awards最優秀ヨーロッパ映画賞受賞。
- 老兵は死なず（The Life and Death of Colonel Blimp、1943年）
- The Volunteer（1944年）
- カンタベリー物語（A Canterbury Tale、1944年）
- うずまき（I Know Where I'm Going!、1945年）
- 天国への階段（A Matter of Life and Death、1946年）
- 黒水仙（Black Narcissus、1947年）
- 赤い靴（The Red Shoes、1948年） - アカデミー賞最優秀作品賞ノミネート。ヴェネツィア国際映画祭金獅子賞ノミネート。
- The Small Back Room（1949年）
- 快傑紅はこべ（The Elusive Pimpernel、1950年）
- 女狐（Gone to Earth、1950年）
- ホフマン物語（The Tales of Hoffmann、1951年） - ベルリン国際映画祭銀熊賞最優秀ミュージカル賞受賞。カンヌ国際映画祭グランプリ・ノミネート。
- 美わしのロザリンダ（Oh... Rosalinda!!、1955年）
- 戦艦シュペー号の最後（The Battle of the River Plate、1956年） - 英国アカデミー賞最優秀脚本賞ノミネート。
- 将軍月光に消ゆ（Ill Met by Moonlight、別題名：Night Ambush、1957年）
- They're a Weird Mob（1966年） - 製作&監督パウエル、脚本プレスバーガー（Richard Imrie名義）。
- The Boy Who Turned Yellow（1972年） - 監督パウエル、製作&脚本プレスバーガー

### 監督作品以外
- The Silver Fleet（1943年、製作）
- The End of the River（1947年、製作）
- Sebastian（1968年、製作）
- アンナ・パブロワ（Анна Павлова、1983年、共同製作）

### 著作
- 200,000 Feet on Foula（1938年）、ペーパーバック版：Edge of the World（1990年） - 『The Edge of the World』のメイキング本。
- Graf Spee（1956年）、アメリカ版：Death in the South Atlantic: The Last Voyage of the Graf Spee（1957年）、再版：The Last Voyage of the Graf Spee（1976年）
- A Waiting Game（1975年）
- The Red Shoes（1978年、プレスバーガーと共著）
- A Life In Movies: An Autobiography（1986年、自伝）
- Million Dollar Movie（1992年、自伝の第2部）
- The Life and Death of Colonel Blimp（1994年、プレスバーガー、イアン・クリスティと共著）

### 演劇
- アーネスト・ヘミングウェイ作『第五列（The Fifth Column）』（1944年、シアター・ロイヤル・グラスゴー）
- ヤン・デ・ハルトグ（Jan de Hartog）作『Skipper Next To God』（1944年、シアター・ロイヤル・ウィンザー）
- ジェームズ・フォーサイス（James Forsyth）作『Heloise』（1951年、ロンドン、ゴールダース・グリーン・シアター）

### 受賞歴
- 1978年、イースト・アングリア大学、Hon DLitt
- 1978年、ケント大学、Hon DLitt
- 1981年、英国アカデミー賞、フェローシップ賞
- 1982年、ヴェネツィア国際映画祭、Career Gold Lion
- 1983年、英国映画協会、Made fellow
- 1987年、Royal College of Art、Hon Doctorate
- 1987年、サンフランシスコ国際映画祭、黒澤明賞

## 記念
- 1993年からUK Film Councilの後援でエディンバラ国際映画祭にイギリスの独創的かつクリエイティヴな映画に贈られる「マイケル・パウエル賞」が設けられた。第一回の受賞作はデレク・ジャーマンの『BLUE ブルー』で、これまでアントニア・バード『Priest』、マイケル・ウィンターボトム『日蔭のふたり』、ティム・ロス『素肌の涙』といった作品が受賞している。公式サイトには、「イギリスで最も独創的な映画作家に敬意を表して命名された」とある[6]。
- パウエルが多くの代表作を撮ったパインウッド・スタジオ（Pinewood Studios）のポストプロダクション部門には「パウエル・シアター」と名付けられたミキシング用のシアターがあり、そのドアにはパウエルの巨大な絵がある。ここでは多くの著名な映画がミキシングされた。

## その他
チェスの愛好家で、1952年の来日時に、第1期王将戦第7局を観戦した。

## 関連文献
- Essay, Filmography, Bibliography, Links at Senses of Cinema
- BFI Filmography
- NFT interviews (audio clips)
- Articles about Michael Powell at the British Film Institute's Screenonline
- Michael Powell biography on BritMovie.co.uk